# Jan III van Soissons
Jan III van Soissons (overleden op 8 oktober 1286) was van 1272 tot aan zijn dood graaf van Soissons. Hij behoorde tot het huis Nesle.

## Levensloop
Jan III was de oudste zoon van graaf Jan II van Soissons en diens echtgenote, vrouwe Maria van Chimay. In 1272 volgde hij zijn vader op als graaf van Soissons.
Jan huwde met Margaretha, dochter van graaf Amalrik VI van Montfort. Ze kregen volgende kinderen:
- Maria (overleden na 1272), huwde met heer Gwijde van Saint-Rémy
- Jan IV (overleden in 1302), graaf van Soissons
- een ongenoemde dochter die huwde met Eustaas IV van Conflans, heer van Mareuil
- Rudolf (overleden in 1302), sneuvelde in de Guldensporenslag
- Wouter

In oktober 1286 stierf Jan III, waarna hij als graaf van Soissons werd opgevolgd door zijn zoon Jan IV.